# Municipalità locale di Emalahleni (Capo Orientale)
Emalahleni è una municipalità locale (in inglese Emalahleni Local Municipality) appartenente alla municipalità distrettuale di Chris Hani della  Provincia del Capo Orientale in Sudafrica. 
In base al censimento del 2001 la sua popolazione è di 125.413 abitanti.
La sede amministrativa e legislativa è la città di Lady Frere e il suo territorio si estende su una superficie di 3.550 km² ed è suddiviso in 16 circoscrizioni elettorali (wards). Il suo codice di distretto è EC136.

## Geografia fisica

### Confini
La municipalità locale di Emalahleni confina a nord con quelle di Maletswai e Senqu (Ukhahlamba), a est con quella di Sakhisizwe, a est e a sud con quella di Intsika Yethu, a sud e a ovest con quella di Lukhanji e a ovest con quella di Inkwanca.

### Città e comuni
- Braunville
- Cacadu
- Cala
- Dordrecht
- Driver's Drift
- Emaqwatini
- Eqolombeni
- Guba
- Hala
- Lady Frere
- Lakishi
- Indwe
- Macubeni
- Manyano
- Mavuya
- Mzamomhle
- Nonesi
- Qoqodala
- Sinakho

### Fiumi
- Cacadu
- Bengu
- Grootvleispruit
- Hogg S Kloof
- Indwe
- Mbokotwa
- Tsawulayo
- Wit - Kei
- Xentu

### Dighe
- Doringrivier Dam
- Lubisi Dam
- Wolwas Dam
- Xonxa Dam